# Fibrosarcom
Fibrosarcomul (abreviat FS) este o tumoră malignă constituită exclusiv din proliferarea malignă a celulelor și fibrelor derivate din fibrocit. Nu sunt incluse în această entitate proliferările maligne derivate din alte celule ce acționează ca fibroblaști. Fibrosarcomul țesuturilor moi este mai puțin agresiv decât fibrosarcomul osos.

## Frecvență,vârstă,sex
Fibrosarcomul este o tumoră puțin frecventă: reprezintă aproximativ 10% dintre toate sarcoamele țesuturilor moi. Progresele din imunohistochimie au permis descoperirea unei mari varietăți de subtipuri de sarcoame care au dus la diminuarea frecvenței diagnosticului de fibrosarcom.
Poate fi întâlnit la orice vârstă. Incidența cea mai mare este totuși între 30-70 de ani, cu o vârstă medie de 45 de ani. Apare rar la copiii sub 15 ani dar este cel mai frecvent sarcom de părți moi. FS copilului se manifestă particular: este agresiv local, nu metastazează la distanță și este rezistent la chimio- și radioterapie. Există și forme rare de fibrosarcomul congenital.
Nu are predilecție pentru vreunul din sexe; apare în mod egal la femei și bărbați.

## Localizare
Cea mai frecventă localizare este coapsa, urmată de trunchi. Părțile distale ale membrelor sunt rareori afectate la adult, dar ceva mai frecvent la copii.

## Diagnostic pozitiv
Diagnostic clinic
Tabloul clinic este sărac. fibrosarcomul este aproape total nedureros, cu excepția situațiilor când comprimă nervii din vecinătate.
Diagnosticul clinic se bazează pe evidențierea prin palpare a unei mase globuloase, unice, de consistență fermă, imprecis delimitată, situată aproape întotdeauna profund, sub fascia superficială.
În formele avansate, fibrosarcomul poate deforma regiunea unde este situată, poate dezvolta mai mulți lobi, poate să adere la piele care devine mai caldă, uneori cu ectazii venoase superficiale, roșie-maronie, infiltrând-o și chiar ulcerând-o și evoluând în afară, fungiform. Poate să adere și la osul vecin.
Unele fibrosarcoame congenitale pot avea mărime monstruoasă încă de la naștere.
Fibrosarcomul crește rapid, dublându-și volumul în câteva săptămâni.
Stadializare TNM:
Tumorile țesuturilor moi sunt stadializate pe baza criteriilor propuse de Comitetul American de Stadializare a Cancerului. Sunt folosite 4 criterii: gradul histopatologic, mărimea tumorii primare, afectarea nodulilor limfatici și metastazele la distanță:
1) G - gradul histopatologic: cu cât tumora este mai puțin diferențiată, cu atât prognosticul este mai prost:
G1 - scăzut (bine diferențiat)
G2 - moderat (moderat diferențiat)
G3 - crescut (slab diferențiat)
2) T - tumoră primară:
T1 - tumoră < 5 cm
T2 - tumoră > 5 cm
3) N - nodulii limfatici regionali
N0 - absența metastazelor limfatice verificate histologic
N1 - prezența metastazelor limfatice verificate histopatologic.
4) M - metastaze la distanță
M0 - absente
M1 - prezente
- Stadiul I:

IA - G1, T1, N0, M0
IB - G1, T2, N0, M0
- Stadiul II:

IIA - G2, T1, N0, M0
IIB - G2, T2, N0, M0
- Stadiul III:

IIIA - G3, T1, N0, M0
IIIB - G3, T2, N0, M0
- Stadiul IV:

IVA - G1-3, T1-2, N1, MO
IVB - G1-3, T1-2, N0-1, M1
Diagnostic radiologic:
Performanța examenului radiologic este mediocră. El poate evidenția excepțional de rar calcificări intratumorale. 
Rolul primordial al examenului radiologic este să elimine originea osoasă a tumorii sau să evidențieze modificările osoase date de vecinătatea fibrosarcomului cu osul: reacția periostală și eroziunea corticalei externe.
Angiografia:
Evidențiază hipervascularizația fibrosarcomului, cu vase anormale, ectaziate și cu absorbție difuză a substanței de contrast.
Diagnostic ecografic:
Este examenul ideal pentru fibrosarcomul țesuturilor moi datorită accesibilității și costului redus al acestei investigații. Structural, fibrosarcomul este o formațiune solidă. Ecografia permite și stabilirea cu acuratețe mare a dimensiunilor tumorii.

## Diagnostic anatomopatologic
A. Macroscopic:
Fibrosarcomul este situat profund, subfascial. Este o masă globuloasă cu margini lobulate, având uneori, în special în cazul tumorilor mici, o pseudocapsulă.
Pe suprafața de secțiune, aspectul și consistența depind de numărul fibrelor de colagen. Tumora poate avea fie aspect encefaloid, omogen, cu zone hemoragice, în FS dominate de celule, fie aspect mai ferm și mai fibros, în fibrosarcoame dominate de fibre de colagen.
B. Microscopic:
Examenul histologic evidențiază atipia celulară marcată, abundența fibrelor de colagen și pseudocapsula distinctă, în special în formele mici.
Tumora conține în toate cazurile celule fuziforme cu un singur nucleu ce produc fibre reticulare și fibre de colagen.
În fibrosarcomul mai puțin diferențiat, predomină fibrele reticulare ce înconjoară celulele.
În fibrosarcomul mai diferențiat, fibrele de colagen sunt mai abundente, formând mănunchiuri și benzi adesea paralele între ele.
Fibrosarcomul are 4 grade de diferențiere:
- gradul 1: este fibrosarcomul cel mai diferențiat, cel mai puțin celular, cu mitoze puține și producție abundentă de colagen. Este FS asemănător tumorilor desmoide.
- gradul 2 și gradul 3: reprezintă formele de fibrosarcom cel mai des întâlnite și cu aspect tipic. Structura lor este dominată de celule fuziforme monomorfe și de orientarea fibrelor de colagen în benzi paralele.
- gradul 4: este fibrosarcomul cel mai puțin diferențiat, cel mai bogat în celule, înalt anaplastic, cu mitoze numeroase și cu producție redusă de fibre colagene. Fibrosarcomul de gradul 4 se aseamănă cel mai mult cu histiocitomul fibros malign.
De obicei, gradul histologic este același în toată tumora, inclusiv în recurențele locale și în metastaze.
Cu timpul, fibrosarcomul prezintă arii mixoide iar la periferia tumorii poate fi observată o infiltrație inflamatorie. Pseudocapsula aparentă la examenul macroscopic este întotdeauna iluzorie la examenul histologic.

## Diagnostic diferențial
Se face cu:
1) Histiocitomul fibros malign acesta apare însă la o vârstă mai avansată și este caracterizat histologic printr-o structură mai puțin uniformă decât aceea a FS, cu prezența de celule tumorale gigante, multinucleate. Histiocitomul fibros malign poate avea și arii cu fibre de colagen.
2) Neurinomul malign este adesea dureros. Își are originea întotdeauna într-un trunchi nervos. Histologic, celulele sunt dispuse rareori în mănunchiuri paralele distincte.
3) Sarcomul sinovial monofazic cu celule fuziforme diagnosticul diferențial este dificil. Pentru sarcomul sinovial pledează localizarea juxtaarticulară și afectarea unui nodul limfatic regional.
4) Leiomiosarcomul este luat în considerație atunci când conține arii cu celule fuziforme.
5) Tumora desmoidă are aspect histologic asemănător cu FS de gradul 1 (bine diferențiat). Pentru tumora desmoidă pledează absența mitozelor, absența hipercromiei nucleilor și evoluția tumorii.

## Patogenie
Au fost observate fibrosarcoame apărute după traumatisme, cicatrici post-arsură, osteomielite fistulizate, pe țesuturi iradiate terapeutic (FS apare la cel puțin 3 ani după radioterapie).

## Prognostic
Depinde de:
- gradul histologic
- vârstă pacientului: prognosticul este mai bun la copiii < 10 ani la care metastazele sunt rare (la < 10% din cazuri), chiar dacă recurența locală este aproape la fel de frecventă ca la adult.
La adult, recurența locală este obișnuită după rezecțiile marginale ale tumorii. Ea este întâlnită la > 50% din cazuri.
Metastazele apar la 60% din cazuri. La bolnavii cu recurență locală, incidența metastazelor este și mai mare. Metastazele se produc în special în plămâni, schelet și ficat. Metastazele în nodulii limfatici sunt rare (< 40% din cazuri).
Rata de supraviețuire la 10 ani de la diagnosticare este de 60% pentru fibrosarcomul gradul 1 și 2% pentru fibrosarcomul gradul 4.

## Tratament
Este chirurgical. La adult, tratamentul trebuie să fie agresiv: rezecția trebuie să fie largă.
La copii, tratamentul poate fi mai conservator.
Radioterapia și chimioterapia au eficacitate modestă și inconstantă. Ele vor fi folosite ca adjuvante în fibrosarcomul gradele 3 și 4.